# أياكا تاكاهاشي
أياكا تاكاهاشي (باليابانية: 高橋礼華؛ بالكانا: たかはし あやか) هي لاعبة كرة الريشة يابانية، ولدت في 19 أبريل 1990 في كاشيهارا في اليابان.

## وصلات خارجية
- أياكا تاكاهاشي على موقع BWF.tournamentsoftware.com (الإنجليزية)
- أياكا تاكاهاشي على موقع BWFbadminton.com (الإنجليزية)
- أياكا تاكاهاشي على موقع اللجنة الأولمبية الدولية (الإنجليزية)
- أياكا تاكاهاشي على موقع أوليمبيديا (الإنجليزية)